# Marocko i olympiska sommarspelen 1964
Marocko deltog med 20 deltagare vid de olympiska sommarspelen 1964 i Tokyo.  Ingen av landets deltagare erövrade någon medalj.